# Джудіт Гоаґ
Джудіт Гоаґ (англ. Judith Hoag; нар. 29 червня 1968) — американська кіно і телеакторка. Відома роллю Ейпріл О'Ніл у першому фільмі « Черепашки-ніндзя» (1990), Гвен Кромвель Пайпер у франшизі «Геловінтаун» (1998—2006) і Танді Гемптон у драматичному телесеріалі Нашвілл (2012—2018).

## Біографія
Професійний дебют Гоаґ відбувся 1986 року, коли вона отримала роль Шарлотти «Лотті» Бейтс Олден у телесеріалі Той, що любить телеканалу ABC, я якому знімалася до 1988 року. Наступного року здобула головну роль у комедійному телесеріалі Вольф на телеканалі CBS . Серіал закрився після першого сезону. У 1990 році вона знялася у фільмах «Матерія ступенів» та « Людина в Каділлаці».
Гоаґ найвідоміша своєю роллю Ейпріл О'Ніл в першому фільмі «Черепашки ніндзя». Фільм отримав величезний успіх у прокаті, заробивши 135 млн доларів у Північній Америці та понад 66 млн доларів за межами Північної Америки. Після цього Гоаґ знялася у ряді пілотних версій деяків серіалів, але не отримала там роль.
Гоаґ знялася в ролі Гвен Кромвель Пайпер у фільмах Геловінтаун (1998), Геловінтаун II: Помста Калабара (2001), Геловінтаун 3 (2004) і Повернення до Геловінтауна (2006). Також вона з'явилася у фільмах «Армагеддон» (1998), « Політ» (2009), « Я номер чотири» (2011) та «Гічкок» (2012).
Гоаґ взяла участь у понад 60 телепроєктах, серед яких «Квантовий стрибок», «Район Мелроуз», «Розанна», «Няня», «Вона написала вбивство», «Цілком таємно», «Клієнт завжди мертвий», «Та, що говорить з привидами», Поліція Нью-Йорка, Анатомія Грей, Приватна практика, CSI: Нью-Йорк, Криміналісти, Сини анархії, Касл, «Буває і гірше», Грімм" тощо. З 2006 по 2011 роки Гоаґ також виконала роль Сінді Прайс у драматичному серіалі HBO Велике кохання.
У 2012 році Гоаґ був знялася у драматичному серіалі ABC Нашвілл. Вона з'явилася загалом у 40 серіях, включаючи майже кожен епізод протягом перших двох сезонів. Згодом Гоаґ знялася у «Підлітки-мутанти черепашки-ніндзя 2» але сцену з нею зняли. Пізніше Гоаґ з'явилася в ролі Олівії Тейлор Дадлі у фантастичному серіалі Syfy «Чарівники».

## Особисте життя
Гоаґ народилася в Ньюберіпорті, штат Массачусетс. У підлітковому віці відвідувала школу «Walnut Hill» у Натіку, де зосередилась на акторській майстерності. У 1988 році одружилася з актором Вінсом Грантом. Народила сина і дочку. Пара розлучилася у 2016 році.

## Фільмографія

### Фільми
| Рік  | Назва                               | Роль              | Примітки              |
| ---- | ----------------------------------- | ----------------- | --------------------- |
| 1990 | Матерія градусів                    | Кейт Бум          |                       |
| 1990 | Черепашки-ніндзя                    | Ейпріл О'Ніл      |                       |
| 1990 | Людина кадилак                      | Моллі             |                       |
| 1997 | Here Dies Another Day               | Шарлотта          |                       |
| 1998 | Армагеддон                          | Деніз Чаппел      |                       |
| 1999 | Bad City Blues                      | Калілу Картер     |                       |
| 2006 | Salt                                | Ребекка           |                       |
| 2009 | Flying By                           | Віккі             |                       |
| 2010 | A Nightmare On Elm Street           | лікарка           | немає у титрах        |
| 2011 | Wish Wizard                         | місіс Кейсі       |                       |
| 2011 | Я номер чотири                      | мама Сари         |                       |
| 2012 | Гічкок                              | Лілліан           |                       |
| 2013 | Bad Words                           | Петал Дюбуа       |                       |
| 2014 | Destroyer                           | Дебі              | короткометражний      |
| 2016 | Підлітки-мутанти черепашки-ніндзя 2 | Рита              | камео, сцена вилучена |
| 2017 | Fishbowl                            | Мейсі             |                       |
| 2017 | DC Noir                             | Мері Салліван     |                       |
| 2018 | Forever My Girl                     | др. Вітмен        |                       |
| 2020 | Laugh. Love. Karaoke.               | Рубі              |                       |
| 2020 | There You'll Find Me                | Дженніфер Сінклер |                       |

### Телебачення
| Рік       | Назва                              | Роль                              | Примітки                                                 |
| --------- | ---------------------------------- | --------------------------------- | -------------------------------------------------------- |
| 1986      | American Playhouse                 | подруга Кевіна                    | Серія: «The Little Sister»                               |
| 1986–1987 | Loving                             | Шарлотта Алден                    | декілька серій                                           |
| 1988      | Spenser: For Hire                  | Ейлін Кінгслі                     | Серія: «Skeletons in the Closet»                         |
| 1989      | CBS Summer Playhouse               | Н/Д                               | Серія: «Elysian Fields»                                  |
| 1989–1990 | Wolf                               | Мелісса Шоу Елліотт               | 11 серій                                                 |
| 1990      | The Young Riders                   | Н/Д                               | Серія: «The Littlest Cowboy»                             |
| 1990      | The Knife and Gun Club             | др. Енні Фолк                     | телефільм                                                |
| 1990      | Fine Things                        | Моллі                             | телефільм                                                |
| 1991      | Switched at Birth                  | Барбара Мейс                      | телефільм                                                |
| 1991      | Murder in High Places              | Мег Фейтборн                      | телефільм                                                |
| 1991      | Lenny                              | Меган                             | Серія: «My Boyfriend's Black and There Gonna Be Trouble» |
| 1992      | Квантовий стрибок                  | Джулі Міллер                      | Серія: «Nowhere to Run — August 10, 1968»                |
| 1992      | Розанна                            | Керрі                             | Серія: «Looking for Loans in All the Wrong Places»       |
| 1992      | Район Мелроуз                      | Сара Голдштейн                    | 2 серії                                                  |
| 1992      | Вона написала вбивство             | Гретхен Прайс                     | Серія: «Programmed for Murder»                           |
| 1993      | Пригоди Бріско Каунті-молодшого    | Іфігінела Пул                     | Серія: «Socrates' Sister»                                |
| 1993      | Вокер, техаський рейнджер          | Лейні Фландерс                    | Серія: «Family Matters»                                  |
| 1993      | Acting on Impulse                  | Гейл Блек                         | телефільм                                                |
| 1994      | Dream On                           | Памела                            | Серія: «Hey, Nanny Nanny»                                |
| 1994      | The Nanny                          | Кетрін Портер / Кеті Мері О'Мейлі | Серія: «Material Fran»                                   |
| 1994      | Вона написала вбивство             | Ненсі Годфрі                      | Серія: «To Kill a Legend»                                |
| 1994      | Hardball                           | Барбара                           | Серія: «My Name Is Hard B.»                              |
| 1994      | Mad About You                      | Доріс                             | Серія: «The Ride Home»                                   |
| 1995      | Sweet Justice                      | Корі Шоу                          | Серія: «Baby Mine»                                       |
| 1995      | A Mother's Gift                    | Сара Лутц                         | телефільм                                                |
| 1997      | The Burning Zone                   | др. Мередіт Шрейгер               | 2 серії                                                  |
| 1997      | Beyond Belief: Fact or Fiction     | Н/Д                               | Серія: «From the Agency»                                 |
| 1997      | Nash Bridges                       | др. Габріель                      | Серія: «One Flew Over the Cuda's Nest»                   |
| 1997      | Nothing Sacred                     | Джуді                             | 2 серії                                                  |
| 1997      | Breast Men                         | Валері                            | телефільм                                                |
| 1998      | Pensacola: Wings of Gold           | Морін Гант                        | Серія: «We Are Not Alone»                                |
| 1998      | Soldier of Fortune, Inc.           | Клер Бродерік                     | Серія: «Payback»                                         |
| 1998      | Геловінтаун                        | Гвен Кромвел Пайпер               | телефільм                                                |
| 1998–2000 | The Pretender                      | капітанка Анджела Вайлі           | 2 серії                                                  |
| 1999      | Strange World                      | Реджина Тайлер                    | Серія: «Down Came the Rain»                              |
| 1999      | Провіденс                          | Сюзан Маркус                      | Серія: «Pig in Providence»                               |
| 1999      | Pig in Providence                  | Тіна Гофмейстер                   | Серія: «Kiss of Death»                                   |
| 1999      | Цілком таємно                      | др. Мінді Райнгарт                | Серія: «Hungry»                                          |
| 2000      | Touched by an Angel                | Джанет                            | Серія: «A House Divided»                                 |
| 2001      | Judging Amy                        | Бонні Меннінг                     | Серія: «Redheaded Stepchild»                             |
| 2001      | Геловінтаун II: Помста Калабара    | Гвен Кромвел Пайпер               | телефільм                                                |
| 2002      | Boston Public                      | Бет Томас                         | Серія: «Chapter Thirty-Five»                             |
| 2002      | Клієнт завжди мертвий              | Даун                              | Серія: «Out, Out, Brief Candle»                          |
| 2002      | Швидка допомога                    | місіс Бреннер                     | Серія: «Next of Kin»                                     |
| 2003      | Without a Trace                    | Керол Міллер                      | Серія: «Maple Street»                                    |
| 2003      | Розслідування Джордан              | Еліс Росс                         | Серія: «Conspiracy»                                      |
| 2003      | Карнавал                           | місс Джолін                       | Серія: «Black Blizzard»                                  |
| 2003      | Захисник                           | Ріа Левіцкі                       | Серія: «Hazel Park»                                      |
| 2004      | CSI: Місце злочину                 | Мерілл Магвайр                    | Серія: «Getting Off»                                     |
| 2004      | Century City                       | Н/Д                               | Серія: «Love and Games»                                  |
| 2004      | 7th Heaven                         | місіс Джонсон                     | Серія: «High and Dry»                                    |
| 2004      | NYPD Blue                          | Пейдж Метісон                     | Серія: «I Love My Wives, But Oh You Kid»                 |
| 2004      | Геловінтаун 3                      | Гвен Кромвел Пайпер               | телефільм                                                |
| 2005      | JAG                                | Мілдред Еванс                     | Серія: «Fair Winds and Following Seas»                   |
| 2005      | Close to Home                      | мадам Террі                       | Серія: «Suburban Prostitution»                           |
| 2006      | Commander in Chief                 | Сінді Сальтцман                   | Серія: «Wind Beneath My Wing»                            |
| 2006      | Кістки                             | Гелен Грейнджер                   | Серія: «The Superhero in the Alley»                      |
| 2006      | Still Standing                     | Мелані Голдман                    | Серія: «Still Graduating»                                |
| 2006      | Та, що говорить з привидами        | Анджела Моррісон                  | Серія: «Drowned Lives»                                   |
| 2006      | Повернення до Геловінтауна         | Гвен Кромвел Пайпер               | телефільм                                                |
| 2006–2011 | Велике кохання                     | Сінді Даттон Прайс                | 13 серій                                                 |
| 2007      | Анатомія Грей                      | Рада Дуглас                       | 2 серії                                                  |
| 2007      | Notes from the Underbelly          | місіс Коул                        | Серія: «Keeping Up Appearances»                          |
| 2007      | Women's Murder Club                | доктор Рейн Ван Айкен             | Серія: «Welcome to the Club»                             |
| 2007      | Final Approach                     | Мері Гілфорд                      | телефільм                                                |
| 2008      | Swingtown                          | Ріта Пірс                         | Серія: «Friends with Benefits»                           |
| 2008      | Сини анархії                       | Карен Освальд                     | Серія: «Fun Town»                                        |
| 2008      | Менталіст                          | Сандра Ботрайт                    | Серія: «Red Hair and Silver Tape»                        |
| 2009      | The Forgotten                      | Шарлотта Дент                     | Серія: «Diamond Jane»                                    |
| 2010      | Місце злочину: Нью-Йорк            | місіс Рейнольдс                   | Серія: «Criminal Justice»                                |
| 2010      | Приватна практика                  | Енджі МакКоннел                   | 3 серії                                                  |
| 2010      | Косяки                             | Дана                              | Серія: «Fran Tarkenton»                                  |
| 2011      | The Defenders                      | Кортні Ноланд                     | Серія: «Noland v. Galloway Pharmaceuticals»              |
| 2011      | Off the Map                        | Марджі Пакард                     | Серія: «There's a Lot to Miss About the Jungle»          |
| 2011      | In Plain Sight                     | Шерон Гарріс                      | Серія: «Meet the Shannons»                               |
| 2011      | Касл                               | місіс Гамільтон                   | Серія: «Head Case»                                       |
| 2011      | Грімм                              | місіс Джессап                     | Серія: «Danse Macabre»                                   |
| 2011      | The Craigslist Killer              | Патриція Бенкс                    | телефільм                                                |
| 2012      | Криміналісти: мислити як злочинець | Діана Мітчелл                     | Серія: «Unknown Subject»                                 |
| 2012      | The Middle                         | місіс Дженнінгс                   | Серія: «Get Your Business Done»                          |
| 2012      | Happily Divorced                   | Донна                             | Серія: «Swimmers and Losers»                             |
| 2012      | Sexting in Suburbia                | Патриція Рейд                     | телефільм                                                |
| 2012–2018 | Нашвілл                            | Тенді Гемптон                     | 41 серія                                                 |
| 2016-2020 | Чарівники                          | Стефані Квінн                     | 5 серій                                                  |